# 费萨尔·本·法赫德王子体育场
费萨尔·本·法赫德王子体育场（阿拉伯语：‎）是一座位于沙特阿拉伯利雅得的多功能体育场，建成于1971年，容纳人数22,500人，是希拉爾、艾納斯和艾沙比的第二主场。